# Тимьян башкирский
Тимья́н (чабре́ц) башки́рский (лат. Thymus bashkiriensis) — вид двудольных растений рода Тимьян (Thymus) семейства Яснотковые (Lamiaceae). Впервые описан украинскими ботаниками Михаилом Васильевичем Клоковым и Натальей Алексеевной Десятовой-Шостенко в 1931 году.

## Распространение и среда обитания
Эндемик России, известный с юго-востока европейской части страны; ареал доходит до Южного и Среднего Урала.
Произрастает в каменистых степях и на скальных обнажениях.

## Ботаническое описание
Многолетний полукустарничек с сильно разветвлёнными стеблями.
Листья черешковые, жилистые, линейно-лопатчатой формы.
Цветонос густо олиственный, покрытый под соцветием короткими, отогнутыми книзу волосками.
Соцветие головчатое, плоткое, с цветками с тёмно-лиловым венчиком.
Плод — орешек.
Цветёт с июня по август, плодоносит в августе и сентябре.

## Природоохранная ситуация
Тимьян башкирский занесён в Красные книги Самарской и Свердловской областей, ранее включался также в Красную книгу Пермского края.